# نادي المحاويل
نادي المحاويل الرياضي هو فريق كرة قدم عراقي مقره في المحاويل، بابل، تم تأسيسه عام 1991، يلعب في الدوري العراقي الدرجة الثانية.

## روابط خارجية
- نادي المحاويل على موقع Goalzz.com
- أندية العراق - تواريخ التأسيس